# Xian H-6
Сиань H-6 (кит. трад. 轟-6, упр. 轰-6, пиньинь Hōng-6, палл. Хун-6, от кит. упр. 轰炸机, пиньинь hōng zhà jī, палл. хун чжа цзи, буквально: «бомбардировщик») — китайская лицензионная копия советского реактивного бомбардировщика Ту-16. Выпускался Xi’an Aircraft Industrial Corporation (西安飞机工业集团公司). Лицензионная копия снята с вооружения. Ведётся серийное производство глубоко модернизированного семейства H-6K. Продолжают службу устаревшие модификации H-6M и H-6G, а также топливозаправщики. На вооружении ВВС и ВМС НОАК находится свыше 230 самолётов. Бомбардировщик является носителем ядерного и гиперзвукового оружия.

## Модификации
- Xian H-6 — лицензионная копия Ту-16. Использовался Китаем для первого воздушного термоядерного взрыва над Лоб-Нором 14 мая 1965 года.
- Xian H-6A — бомбардировщик-носитель термоядерного оружия. Замещается модификацией H-6N[3]
- Xian H-6B — разведывательный вариант
- Xian H-6C (H-6III) — модернизированный вариант с аппаратурой РЭБ
- Xian H-6D (H-6IV) — носитель ПКР «Шанью» (начало 1980-х, экспортный индекс — C-601, обозначение НАТО — Silkworm, вариант советской П-15 Термит). Позднее модернизирован под две сверхзвуковых ПКР «Хайин-3» (C-301) или четыре сверхзвуковых «Фейлон-2» (C-101). Ведётся проработка варианта для 4 ПКР «Инцзи-8» (C-801).[4]
- Xian H-6E — бомбардировщик с усовершенствованной авионикой (в строю ВВС с 1980-х)
- Xian H-6F — новое обозначение для модернизированных H-6A и H-6C (ИНС, доплеровский радар, приёмник GPS-сигнала).
- Xian H-6G — использовался для наведения крылатых ракет (1990-е, нет бомболюка и систем РЭБ). Может нести WZ-8.
- Xian H-6H — носитель двух стратегических крылатых ракет (1990-е, нет бомболюка и систем РЭБ). Может нести WZ-8.
- Xian H-6M — носитель стратегических крылатых ракет с системой следования местности и четырьмя точками подвески под крылом (1990-е, нет бомболюка и систем РЭБ). Есть информация о возобновлении производства этого варианта с начала 2006 года[5].
- Xian HD-6 (Hongzhaji Dian-6) — самолёт радиоэлектронной борьбы

### Семейство H-6K

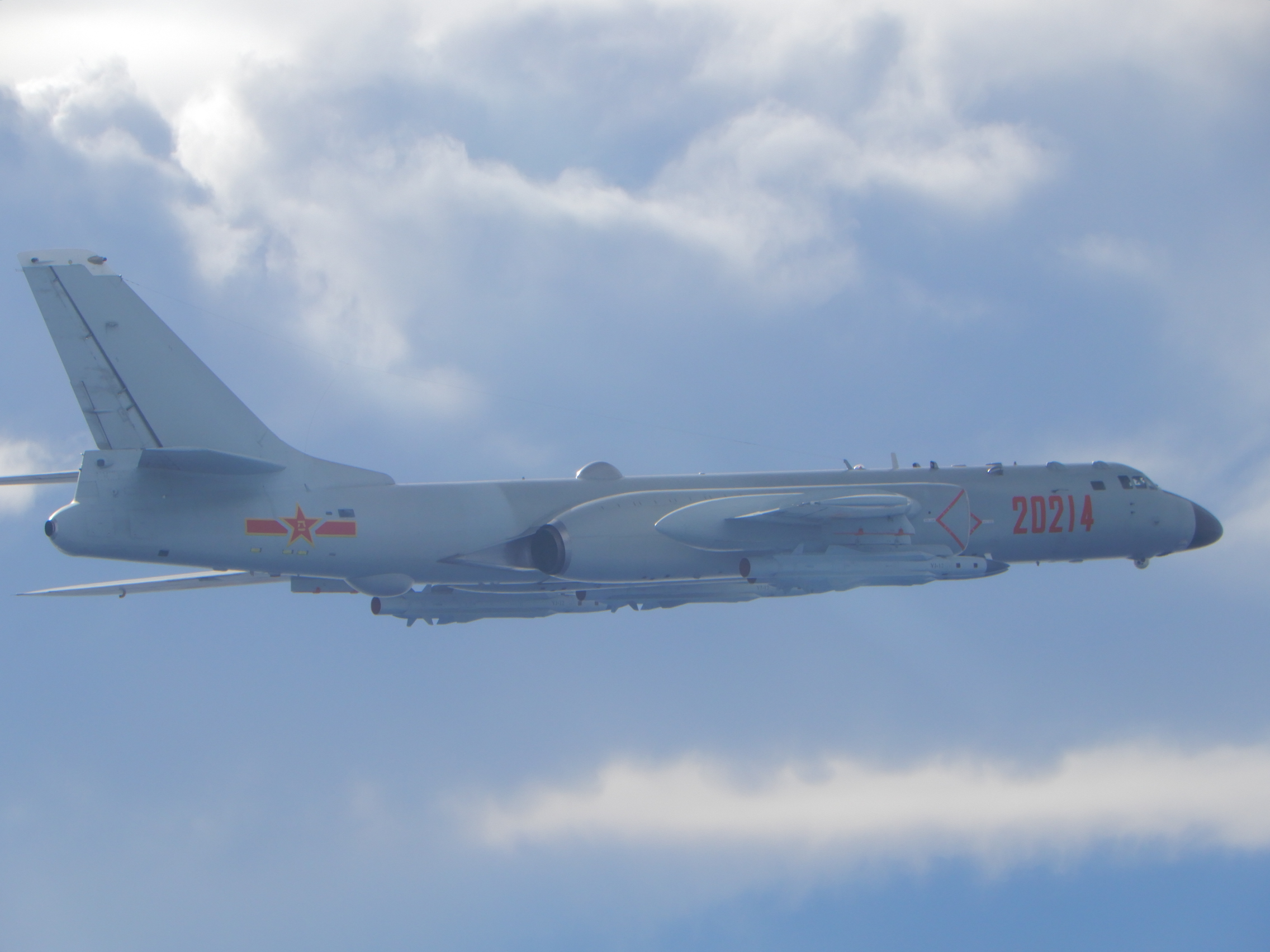
Бомбардировщик семейства H-6K с ракетами YJ-12

К этому семейству относится несколько наиболее поздних модификаций бомбардировщика H-6, ставших важными инструментами регионального сдерживания в руках Китая. H-6K принят в строй в 2011 году. Боевой радиус самолётов возрос до 3500 км, благодаря оснащению новыми турбореактивными двигателями WS-18 (Д-30КП-2) с тягой около 118 кН каждый. Применяемое ими оружие позволяет уничтожать цели в радиусе до нескольких тысяч километров от аэродромов. Самолёты получили боевую РЛС с пассивной ФАР, скрытую под носовым обтекателем. Установлены оптико-электронный комплекс, датчики предупреждения о приближающихся ракетах и современные средства связи. Бомбардировщики имеют шесть подкрыльевых узлов для подвески управляемого оружия. Максимальная боевая нагрузка составляет 12 тонн.
Создано свыше 130 единиц, из которых большинство служит в Военно-Воздушных силах Китая и около 20 бомбардировщиков переданы морской авиации ВМС КНР. Эти числа не окончательные, потому что серийное производство продолжается. 
- H-6K cлужит в ВВС. Главное оружие: ракеты K/AKD-20 (авиационная версия ракеты CJ-20) с дальностью до 2000 км. Внутренний бомбоотсек сохранён.
- H-6J cлужит в ВМС. Главное оружие: ракеты YJ-12 с дальностью до 400 км. Внутренний бомбоотсек сохранён. Имеет модули РЭБ.
- H-6N получил систему дозаправки в воздухе. На месте демонтированного бомбоотсека крепится аэробаллистическая ракета CH-AS-X-13 или ракетоплан WZ-8.

Ракета CH-AS-X-13 схожа с DF-17 — от маршевой ступени, летящей по баллистической траектории, отделяется гиперзвуковой планирующий блок. Оснащается конвенциональной или ядерной боевой частью. Дальность ракеты — 3000 км.
Внутренний бомбоотсек предназначен для большой термобарической бомбы, а также для других управляемых и свободнопадающих бомб разной массы.

### Топливозаправщики

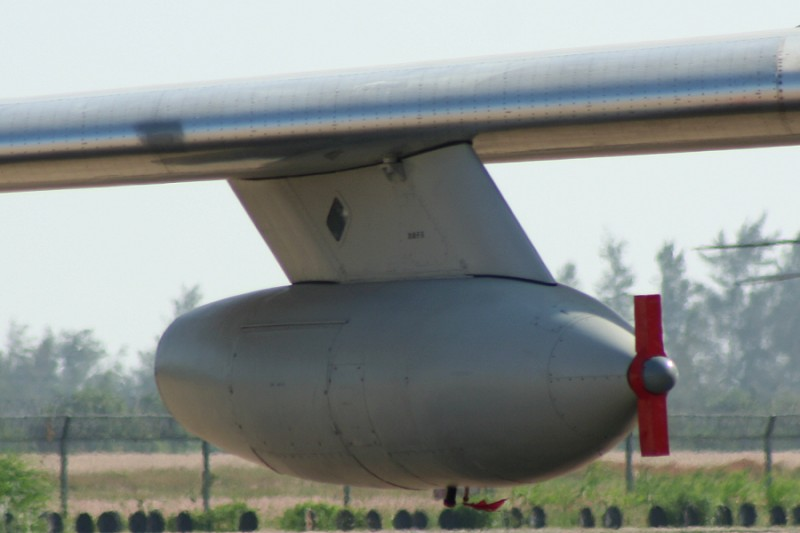
Подкрыльевой бак для дозаправки в воздухе на самолёте H-6U

- Xian HY-6 (Hongzhaji You-6, он же H-6U в варианте для ВВС Китая) — танкер для дозаправки в воздухе.[9]
- Xian H-6DU — танкер для дозаправки в воздухе для ВМФ Китая, модернизированный H-6D.

### Экспортная версия
- Xian B-6D — экспортная версия H-6D

### Экспериментальные самолёты и прототипы
- H-6 Engine Testbed — H-6 серийный № 086, использовавшийся для испытаний двигателей 20 лет (до закупки Ил-76 на смену).
- H-6 Launch Vehicle — предлагавшийся вариант для запуска ракеты-носителя со спутником с высоты в 10 км (2000 год). Демонстрировался на Чжухайском авиасалоне в 2006 году.
- Xian H-6I — модификация с четырьмя турбовентиляторными двигателями Роллс-Ройс Спей Марк 512 от самолёта Hawker Siddeley Trident. Два дополнительных двигателя располагались под крылом. Дальность увеличилась до 8100 км (со стандартной полезной нагрузкой) и свыше 5000 км (с ядерной нагрузкой). Разрабатывался с 1970 года, первый полёт совершил в 1978 году.
- Xian H-8I — стратегический бомбардировщик на базе H-6. Разрабатывался в НИИ № 603 с 23 марта 1970 года. Предлагались два варианта двигательной системы — с четырьмя турбовентиляторными WS-6J (Тип 910) или шестью турбовентиляторными Пратт-Уитни JT-3D. Построен не был.
- Xian H-8II — ещё более амбициозный эволюционный проект H-6 с шестью турбовентиляторными WS-6J. Построен не был.

## Технические характеристики

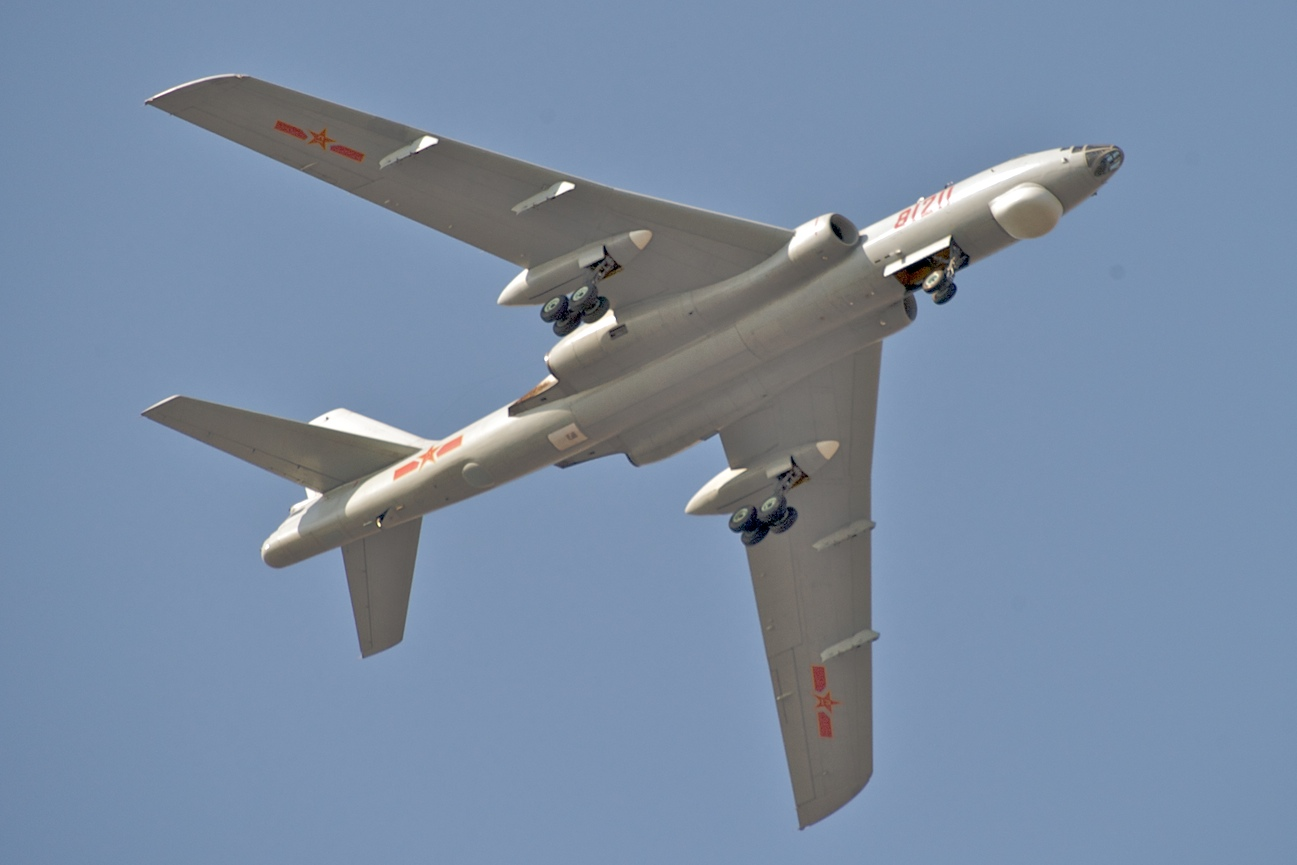
Xian H-6 ВВС КНР, 2010 год.

- Экипаж: 4 человека
- Размах крыла: 34,2 м
- Длина: 34,8 м
- Высота: 10,36 м
- Площадь крыла: 165 м²
- Масса:
  - пустого самолёта: 37 200 кг
  - нормальная взлетная: нет данных
  - максимальная взлетная: 79 000 кг
- Масса топлива: нет данных
- Двигатели:: 2 × ТРД Xian WP8
- Тяга: 2 × 93,2 кН

### Лётные характеристики
- Скорость:
  - максимальная: 1050 км/ч
  - крейсерская: 768 км/ч
- Перегоночная дальность: нет данных
- Дальность полёта: 3000 км
- Боевой радиус: нет данных
- Практический потолок: 12 800 м
- Нагрузка на крыло: 479 кг/м² (при максимальной взлётной массе)
- Тяговооружённость: 0,24 (при максимальной взлётной массе)

### Вооружение

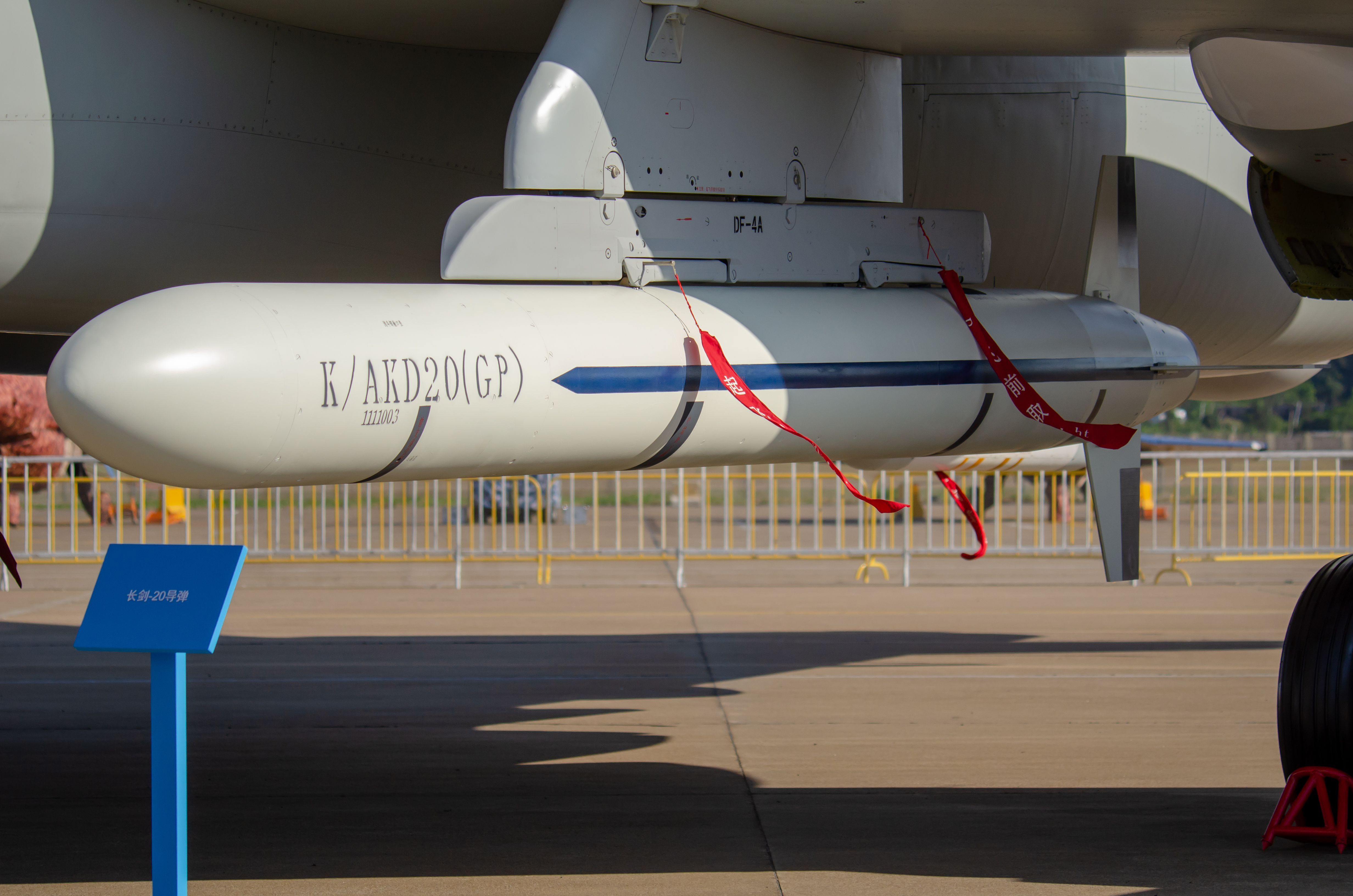
K/AKD-20

- Пушечное: встроенное (демонтировано на бомбардировщиках новых модификаций)
- Бомбовая нагрузка: 9000—12000 кг (способен нести ядерное оружие)
- Ракетное вооружение:
  - 1 × CH-AS-X-13 — аэробаллистическая ракета с гиперзвуковым планирующим блоком (конвенциональная или ядерная БЧ) только для H-6N
  - 1 × YJ-21 (?) — аэробаллистическая ракета с гиперзвуковым маневрирующим блоком только для H-6N[10]
  - 2 (?) × 2PZD-21 — одноступенчатая аэробаллистическая ракета для всего семейства H-6K[11]
  - 4—6 × YJ-12 — сверхзвуковая крылатая ракета для всего семейства H-6K
  - 6 × K/AKD-20 — дозвуковая крылатая ракета для всего семейства H-6K
  - 6 × YJ-83
  - 4 × YJ-62
  - 1 × Х-10
  - 1 × Х-26

## На вооружении

### Состоит на вооружении
Китай
- ВВС КНР — не менее 50 H-6K, 70 H-6H/M и 10 H-6U по состоянию на 2016 год[12]
- ВМФ Китая — 14 H-6 и 30 H-6G и 3 H-6DU, по состоянию на 2016 год[13]

### Состоял на вооружении
Египет
- ВВС Египта — приобретены после 1973 года вместе c запчастями для египетских Ту-16. Списаны до 2000 года.

 Ирак
- ВВС Ирака — 4 H-6D с ПКР C-601 приобретены перед Ирано-иракской войной. Уничтожены в ходе войны в заливе в 1991 году.

## Самолеты-памятники
| Тип | Бортовой номер | Местонахождение                     | Изображение |
| --- | -------------- | ----------------------------------- | ----------- |
| H-6 | 4251           | Китайский музей авиации, Пекин, КНР |             |
| H-6 | 10794          | Китайский музей авиации, Пекин, КНР |             |